# 12 Pułk Artylerii Ciężkiej (1920)
12 pułk artylerii ciężkiej (12 pac) – oddział artylerii ciężkiej Wojska Polskiego II Rzeczypospolitej w okresie wojny polsko-bolszewickiej.

## Formowanie i zmiany organizacyjne
Wiosną 1919 przystąpiono do formowania brygad artylerii dla dywizji piechoty. Brygada składała się z dowództwa, pułku artylerii polowej i pułku artylerii ciężkiej (dywizjon trzybateryjny). Drugi dywizjon pułku artylerii ciężkiej przeznaczony był do rezerwy artylerii Naczelnego Dowództwa.
Latem 1920 jego bateria zapasowa stacjonowała we Lwowie.
Opracowany w październiku plan rozbudowy artylerii do końca 1919 przewidywał, że z dniem 31 grudnia zakończona zostanie organizacja baterii i dowództw formowanych w kraju przez baterie zapasowe pułków artylerii.

## Organizacja i działania I/12 pac
W 1919, na terenie Francji, sformowany został 3 pułk artylerii ciężkiej. W czerwcu oddział przybył do Polski wraz z Armią gen. Józefa Hallera i do 15 sierpnia stacjonował w rejonie Rembertowa. Tego dnia Naczelne Dowództwo WP nakazało rozformowanie pułku i utworzenie samodzielnych dywizjonów. I dywizjon skierowany został do Pomiechówka. Tu nastąpiło przejęcie stanowisk służbowych przez oficerów polskich, a dowództwo dywizjonu objął mjr Drozdowski. 1 września dywizjon skierowano do Modlina, ale już 4 września dywizjon znalazł się w Wilnie. Tu przechodził intensywne szkolenie, nie uczestnicząc jednak w walkach. Tu też przemianowany został na 12 dywizjon artylerii ciężkiej. 15 marca 1920 wszedł w podporządkowanie dowódcy 14 Dywizji Piechoty. Na froncie prowadził ogień nękający.
4 lipca ruszyła wielka ofensywa wojsk Frontu Zachodniego Michaiła Tuchaczewskiego. Dywizjon prowadził działania opóźniające. Podczas odwrotu, w rejonie Słucka, doszło do walki w obronie dział pozbawionych osłony piechoty. Dzięki zdecydowanej postawie oficerów i żołnierzy dyonowi udało się wycofać bez większych strat. Pułk cofał się dalej przez Baranowicze, Kobryń i Brześć, a 12 sierpnia dotarł do Dęblina.
16 sierpnia, działając nadal w składzie 14 Dywizji Piechoty, wziął udział w kontrofensywie znad Wieprza i wspólnie z piechotą ścigał bolszewików. Maszerował przez Kobryń i Baranowicze, a pod Kojdanowem ogniem kartaczy zatrzymał atak nieprzyjaciela wystrzeliwując w jego stronę około 400 pocisków. 6 października wkroczył wraz z piechotą do Mińska. Stamtąd został skierowany do Baranowicz, gdzie zakończył swój udział w wojnie.
Po zawieszeniu broni, 12 dywizjon artylerii ciężkiej, po krótkim postoju w Baranowiczach, skierowany został 15 listopada do Tarnopola i zajął kwatery w Chodaczkowie, Dragonowcach i Zabojkach. Tam przeprowadzono demobilizację, a 9 września 1921 dywizjon przetransportowano koleją do Lwowa. W tym czasie rozkaz MSWojsk. rozwiązało 5 Lwowską Brygadę Artylerii, a na jej miejsce utworzyło 6 pułk artylerii ciężkiej, z dowódcą ppłk. Tadeuszem Łodzińskim. Trzonem nowo powstałej jednostki stały się wojenne 5 Lwowski dywizjon artylerii ciężkiej i 12 Kresowy dac.

## Żołnierze pułku/dywizjonu
| Obsada personalna I/12 pac w 1920 | Obsada personalna I/12 pac w 1920         |
| Stanowisko                        | Stopień, imię i nazwisko                  |
| --------------------------------- | ----------------------------------------- |
| Dowódca dywizjonu                 | kpt. Romuald Maniecki (do 14 VI)          |
| Dowódca dywizjonu                 | kpt./mjr Józef Korycki                    |
| Dowódca dywizjonu                 | por. Tadeusz Strutyński (VII X)           |
| Oficer łączności                  | pchor. Józef Zieliński (od 14 VII)        |
| Lekarz                            | kpt. lek. dr Joachim Urich                |
| Lekarz                            | ppor. lek. Leon Kohn                      |
| Lekarz                            | pchor. san. Kazimierz Eksleur (od 16 VII) |
| Lekarz wet.                       | kpt. wet. Teofil Nowodworski              |
| Lekarz wet.                       | ppor. lek. wet. Józef Marjowski           |
| Dowódca 1 baterii                 | por. Tadeusz Strutyński                   |
| Oficer baterii                    | por. Aleksander Dunin Żuchowski           |
| Oficer baterii                    | ppor. Władysław Grzegorzewicz             |